# 폴카

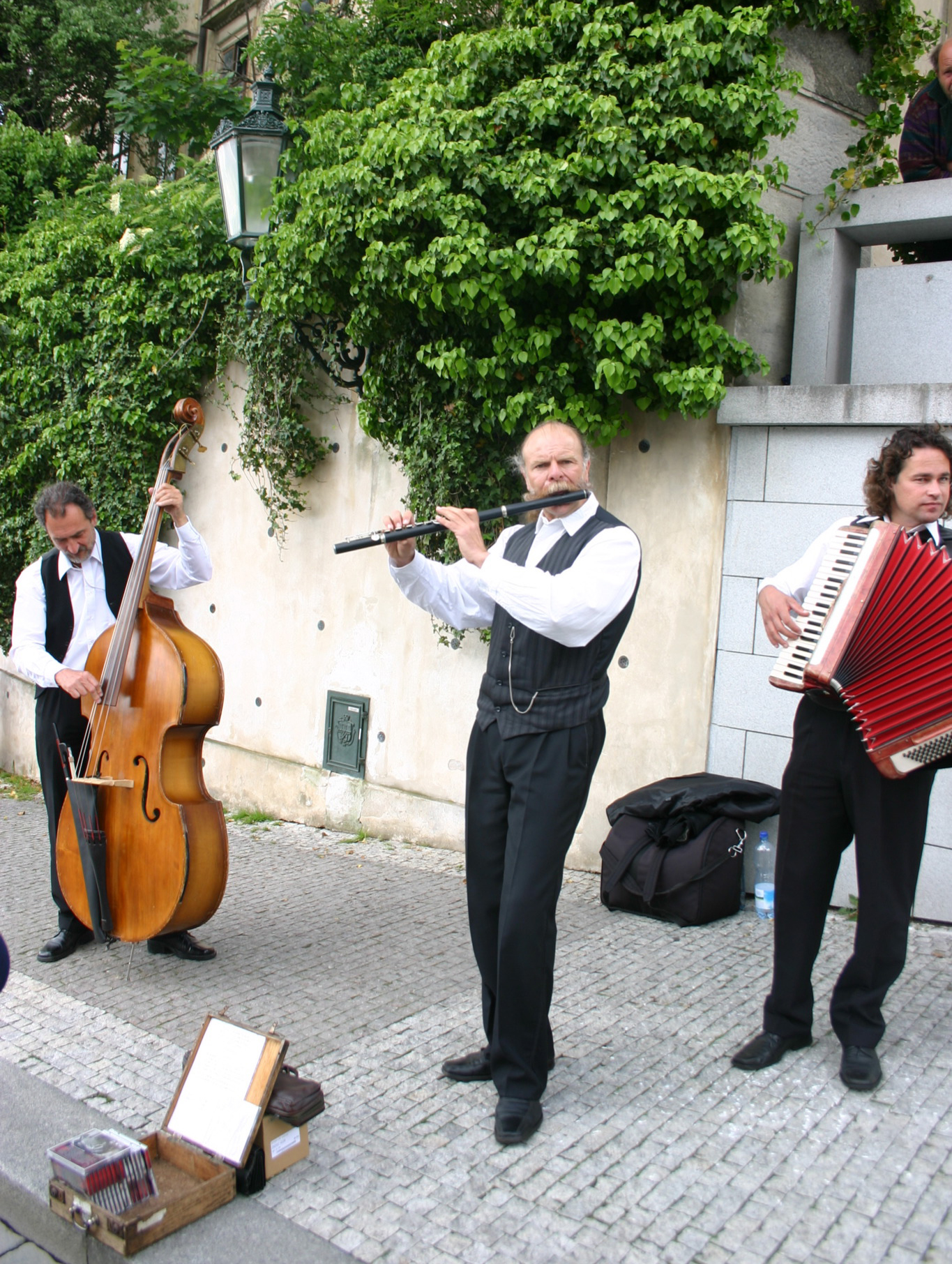
폴카를 연주하고 있는 프라하의 거리의 악사

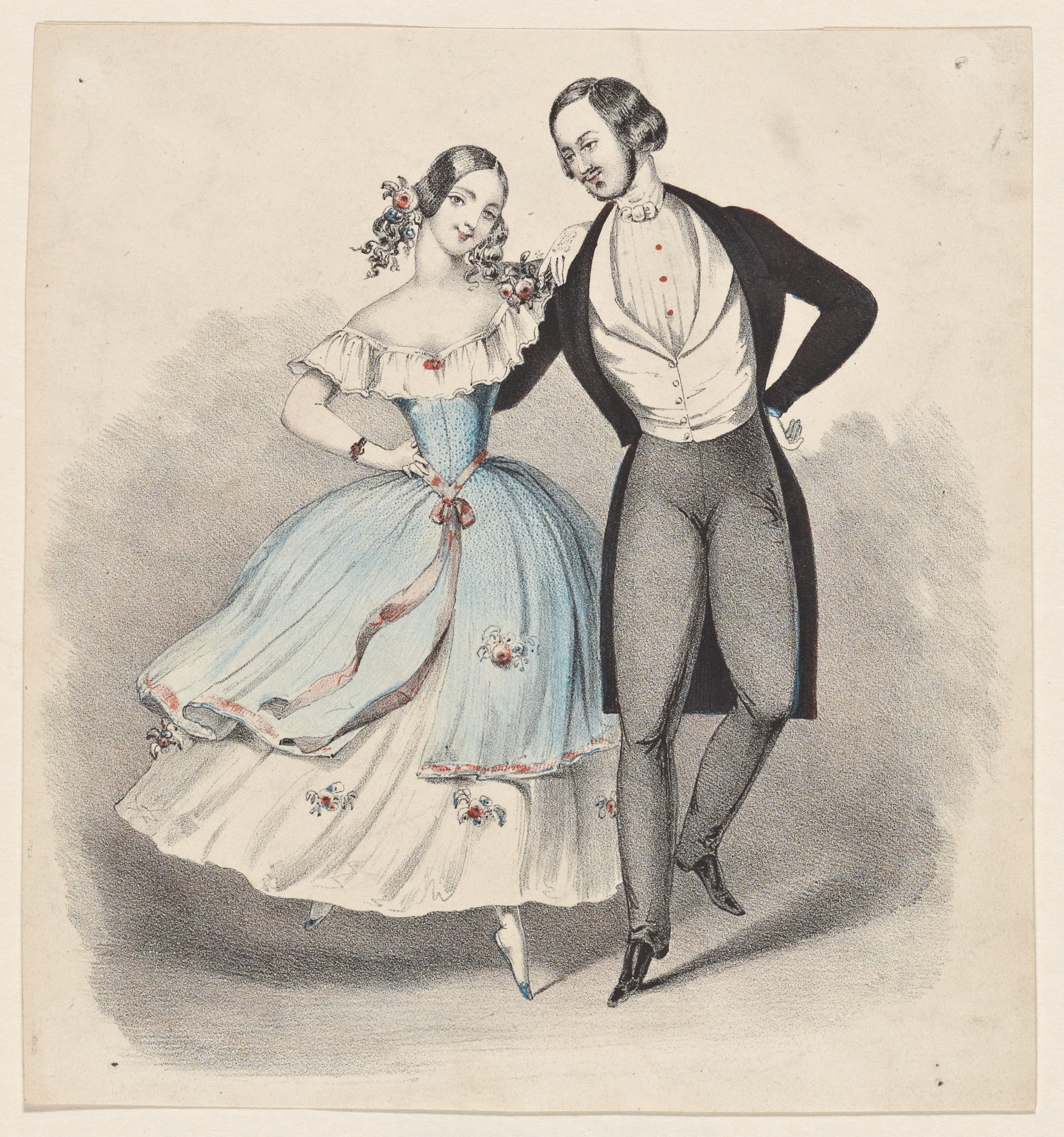

폴카(체코어: polka, 영어: Polka, 문화어: 뽈까)는 활발한 리듬을 가진 2박자의 춤곡이다. 1830년경 보헤미아에서 시작되어 19세기 전반에 급속히 전 유럽에 전파되었다. 폴카를 예술 작품으로 만든 작곡가로는 요한 슈트라우스 2세, 베드르지흐 스메타나 등이 있다.